# Brela
Brela (Italiaans: Brella of Brelle) is een gemeente in de Kroatische provincie Split-Dalmatië. Brela is gelegen in centraal Dalmatië, aan de Makarska Rivièra aan de voet van het Biokovo gebergte. Brela telt 1771 inwoners. De oppervlakte bedraagt 20 km², de bevolkingsdichtheid is 88,6 inwoners per km². De plaats wordt ook wel Donja Brela (Lager Brela) genoemd.

## Landschap
Brela wordt omgeven door pijnboombossen, mooie stranden, schoon zeewater en drinkwaterbronnen. De pijnboombossen strekken zich uit tot aan het strand en de zee. Brela heeft een aangename kustpromenade met daaraan verscheidene visrestaurants gelegen. De accommodaties zijn hier van goede kwaliteit en staan tevens bekend als een van de betere in Kroatië.

### Klimaat
De zomers zijn heet maar met een koele landbries. In de herfst en winter is het hier kouder.

### Economie
Landbouw is de belangrijkste inkomstenbron van Brela samen met de wijnbouw waaronder de wijnen Breljanska Vugava en Prosek. Olijven en zure kersen (Maraska) worden hier ook verbouwd. Brela ligt aan de hoofdweg Split - Dubrovnik (M2, E65).